# James Van Alstyne
James Gibson Van Alstyne (Columbus, 1966) is een Amerikaans professioneel pokerspeler. Hij won onder meer het $1.500 No Limit Hold'em-toernooi van de L.A. Poker Classic 2007 (goed voor $187.895,- aan prijzengeld) en het $1.500 H.O.R.S.E.-toernooi van de World Series of Poker 2009 (goed voor $247.033,-). Van Alstyne won tot en met juni 2015 meer dan $3.825.000,- in pokertoernooien, cashgames niet meegerekend.

## Wapenfeiten
Van Alstyne won op 14 juni 2009 zijn eerste titel op de World Series of Poker (WSOP), na er daarvoor al een paar keer dicht bij geweest te zijn. Vijf dagen eerder was hij namelijk nog verliezend finalist in het $3.000 H.O.R.S.E.-toernooi (achter Zachary Fellows) en weer vijf dagen dáárvoor werd hij zesde in het $10.000 World Championship Mixed Events 8 Game-toernooi van de WSOP 2009.
De eerste keer dat Van Alstyne aan een WSOP-winst mocht ruiken was op de World Series of Poker 1994. Hij werd daarop derde in het $2.500 Omaha 8 or Better-toernooi én achtste in het $1.500 Omaha 8 or Better-toernooi. Op de World Series of Poker 1998 was hij zelfs verliezend finalist in het $3.000 Omaha 8 or Better-toernooi (achter Paul Rowe). Zo dichtbij kwam Van Alstyne nooit meer bij een WSOP-zege, tot hij in 2009 weer drie finaletafels haalde en op één ervan zijn eerste WSOP-titel daadwerkelijk pakte.
Van Alstyne boekte daarnaast een aantal aansprekende resultaten op de World Poker Tour. Daarop werd hij onder meer vierde in het $9.600 WPT Championship Event - No Limit Hold'em van de Bay 101 Shooting Stars 2007, vijfde in het $25.000 WPT Championship - No Limit Hold'em van de Fourth Annual Five-Star World Poker Classic 2006, zevende in het $5.000 Championship Event - No Limit Hold'em van de Ultimate Poker Classic 2005, negende in het $9.700 WPT Championship Event - No Limit Hold'em van Legends of Poker 2006 en tiende in het $9.750 Championship WPT Event - No Limit Hold'em van de Bay 101 Shooting Stars of Poker 2005.

## Titels
Tot de toernooien die Van Alstyne buiten de WSOP won, behoren onder meer:
- het $300 No Limit Hold'em-toernooi van de LA Poker Classic III 1994 ($41.880,-)
- het $1.000 Seven Card Stud Hi/Lo Split-toernooi van de Queens Poker Classic V 1995 ($32.800,-)
- het $500 Omaha Hi/Lo-toernooi van de L.A. Poker Classic 2001 ($29.785,-)
- het $1.000 No Limit Hold'em-toernooi van de Plaza Ultimate Poker Challenge 2004 ($12.600,-)
- de $4.900 WPPA Championship of Poker No Limit Hold'em Championship - Final Day van het WPPA Championship of Poker 2004 ($125.420,-)
- de $1.000 No Limit Hold'em Final Day van de Plaza Ultimate Poker Challenge 2004 ($100.000,-)
- het $1.000 Pot Limit Omaha Jack Binion WSOP Circuit Event 2006 ($51.445,-)
- het $2.000 No Limit Hold'em-toernooi van The Mirage Poker Showdown 2006 ($86.824,-)
- het $1.500 No Limit Hold'em-toernooi van de L.A. Poker Classic 2007 ($187.895,-)
- het $1.050 No Limit Hold'em - Championship Event van de Orleans Open 2007 ($57.815,-)
- het $1.000 A-5 / 2-7 Lowball-toernooi van het Southern Poker Championship 2010 ($6.790,-)
- het $1.000 Pot Limit Omaha-toernooi van de Eighth Annual Five Star World Poker Classic 2010 ($30.070,-)
- het $2.500 H.O.R.S.E.-toernooi van de Deep Stack Extravaganza II 2010 ($18.336,-)
- het $1.070 Omaha Hi Lo-toernooi van de Deep Stack Extravaganza II 2010 ($11.483,-)
- het $1.000 Pot Limit Omaha-toernooi van Festa Al Lago 2010 ($19.617,-)

## WSOP-titel
| Jaar                       | Toernooi          | Prijs      |
| -------------------------- | ----------------- | ---------- |
| World Series of Poker 2009 | $1.500 H.O.R.S.E. | $247.033,- |